# Siali Ali
Siali Ali is een bestuurslaag in het regentschap Padang Lawas van de provincie Noord-Sumatra, Indonesië. Siali Ali telt 1675 inwoners (volkstelling 2010).